# Centralne Biuro Statystyki Izraela
Centralne Biuro Statystyki Izraela (hebr. הלשכה המרכזית לסטטיסטיקה) jest izraelskim biurem rządowym, utworzonym w celu tworzenia statystyk pomocnych przy poznawaniu różnych zagadnień związanych z Izraelem. W skrócie jest nazywana CBS.
Głównym zadaniem jest publikacja danych statystycznych dotyczących populacji, zdrowia, gospodarki, handlu, przemysłu i innych działalnościach związanych z funkcjonowaniem państwa.
Biuro jest kierowane przez Statystyka Rządowego, który jest mianowany z rekomendacji premiera.
Biuro jest finansowane przez rząd, chociaż 30% jego dochodu pochodzi od organizacji prywatnych, które zwracają się do CBS z prośbami o dane statystyczne.

## Linki zewnętrzne

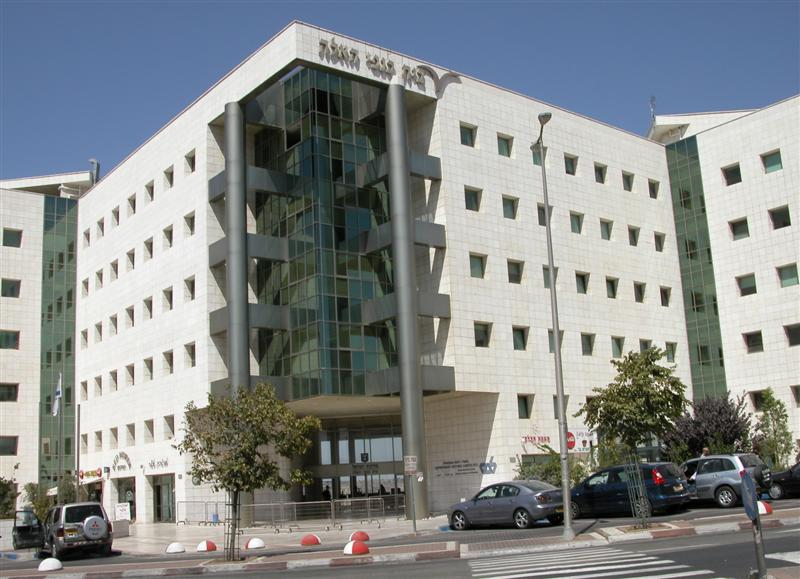